# 段學義
段學義（?—?），云南龙陵县人，清朝政治人物。生员出身。
光绪31年（1905年），擔任清朝遵义府婺川縣知縣。后由戴永清接任。